# Eerste divisie 1981/82 (nacompetitie)/Wedstrijden
Het Nederlandse Eerste divisie voetbal uit het seizoen 1981/82 kende aan het einde van de reguliere competitie een nacompetitie. De vier periodekampioenen streden om promotie naar de Eredivisie.
Winnaar van deze tiende editie werd Excelsior.

## Speelronde 1
|                   |                                    |       |         |                                                                                  |
| 23 mei 1982 19:30 | Excelsior                          | 2 – 0 | Telstar | Stadion: Woudestein, Rotterdam Toeschouwers: 3.500 Scheidsrechter: Gerard Geurds |
| 23 mei 1982 19:30 | Makkie Nijssen 37' Remco Boere 54' |       |         | Stadion: Woudestein, Rotterdam Toeschouwers: 3.500 Scheidsrechter: Gerard Geurds |
| 23 mei 1982 19:30 |                                    |       |         | Stadion: Woudestein, Rotterdam Toeschouwers: 3.500 Scheidsrechter: Gerard Geurds |
| 23 mei 1982 19:30 |                                    |       |         | Stadion: Woudestein, Rotterdam Toeschouwers: 3.500 Scheidsrechter: Gerard Geurds |
|                   |                                    |       |         |                                                                                  |

|                   |                   |       |        |                                                                                             |
| 23 mei 1982 19:30 | sc Heerenveen     | 1 – 0 | FC VVV | Stadion: Sportpark Noord, Heerenveen Toeschouwers: 9.500 Scheidsrechter: Ignace van Swieten |
| 23 mei 1982 19:30 | Koko Hoekstra 37' |       |        | Stadion: Sportpark Noord, Heerenveen Toeschouwers: 9.500 Scheidsrechter: Ignace van Swieten |
| 23 mei 1982 19:30 |                   |       |        | Stadion: Sportpark Noord, Heerenveen Toeschouwers: 9.500 Scheidsrechter: Ignace van Swieten |
| 23 mei 1982 19:30 |                   |       |        | Stadion: Sportpark Noord, Heerenveen Toeschouwers: 9.500 Scheidsrechter: Ignace van Swieten |
|                   |                   |       |        |                                                                                             |

## Speelronde 2
|                   |         |                  |               |                                                                                  |
| 27 mei 1982 19:30 | Telstar | 0 – 1            | sc Heerenveen | Stadion: Schoonenberg, Velsen Toeschouwers: 3.600 Scheidsrechter: Charles Corver |
| 27 mei 1982 19:30 |         | 4' Koko Hoekstra |               | Stadion: Schoonenberg, Velsen Toeschouwers: 3.600 Scheidsrechter: Charles Corver |
| 27 mei 1982 19:30 |         |                  |               | Stadion: Schoonenberg, Velsen Toeschouwers: 3.600 Scheidsrechter: Charles Corver |
| 27 mei 1982 19:30 |         |                  |               | Stadion: Schoonenberg, Velsen Toeschouwers: 3.600 Scheidsrechter: Charles Corver |
|                   |         |                  |               |                                                                                  |

|                   |                 |       |                    |                                                                        |
| 27 mei 1982 19:30 | FC VVV          | 1 – 1 | Excelsior          | Stadion: De Koel, Venlo Toeschouwers: 7.800 Scheidsrechter: Jan Keizer |
| 27 mei 1982 19:30 | Jos Luhukay 58' |       | 72' Eddy Ridderhof | Stadion: De Koel, Venlo Toeschouwers: 7.800 Scheidsrechter: Jan Keizer |
| 27 mei 1982 19:30 |                 |       |                    | Stadion: De Koel, Venlo Toeschouwers: 7.800 Scheidsrechter: Jan Keizer |
| 27 mei 1982 19:30 |                 |       |                    | Stadion: De Koel, Venlo Toeschouwers: 7.800 Scheidsrechter: Jan Keizer |
|                   |                 |       |                    |                                                                        |

## Speelronde 3
|                   |                                                              |       |               |                                                                                |
| 31 mei 1982 19:30 | Excelsior                                                    | 4 – 0 | sc Heerenveen | Stadion: Woudestein, Rotterdam Toeschouwers: 7.000 Scheidsrechter: Cees Bakker |
| 31 mei 1982 19:30 | Eddy Ridderhof 9' Henk van Goozen 11', 16' Piet den Boer 36' |       |               | Stadion: Woudestein, Rotterdam Toeschouwers: 7.000 Scheidsrechter: Cees Bakker |
| 31 mei 1982 19:30 |                                                              |       |               | Stadion: Woudestein, Rotterdam Toeschouwers: 7.000 Scheidsrechter: Cees Bakker |
| 31 mei 1982 19:30 |                                                              |       |               | Stadion: Woudestein, Rotterdam Toeschouwers: 7.000 Scheidsrechter: Cees Bakker |
|                   |                                                              |       |               |                                                                                |

|                   |                                                                     |       |                                  |                                                                               |
| 31 mei 1982 19:30 | Telstar                                                             | 4 – 2 | FC VVV                           | Stadion: Schoonenberg, Velsen Toeschouwers: 1.700 Scheidsrechter: Piet Bosman |
| 31 mei 1982 19:30 | Floor Buma 71' Henk ten Cate 72' Ton Kamphues 74' Ben Haverkort 79' |       | 75' Hans Coort 80' John Taihuttu | Stadion: Schoonenberg, Velsen Toeschouwers: 1.700 Scheidsrechter: Piet Bosman |
| 31 mei 1982 19:30 |                                                                     |       |                                  | Stadion: Schoonenberg, Velsen Toeschouwers: 1.700 Scheidsrechter: Piet Bosman |
| 31 mei 1982 19:30 |                                                                     |       |                                  | Stadion: Schoonenberg, Velsen Toeschouwers: 1.700 Scheidsrechter: Piet Bosman |
|                   |                                                                     |       |                                  |                                                                               |

## Speelronde 4
|                   |               |                   |           |                                                                                              |
| 3 juni 1982 19:30 | sc Heerenveen | 0 – 1             | Excelsior | Stadion: Sportpark Noord, Heerenveen Toeschouwers: 12.000 Scheidsrechter: Chris van der Laar |
| 3 juni 1982 19:30 |               | 38' Rini Plasmans |           | Stadion: Sportpark Noord, Heerenveen Toeschouwers: 12.000 Scheidsrechter: Chris van der Laar |
| 3 juni 1982 19:30 |               |                   |           | Stadion: Sportpark Noord, Heerenveen Toeschouwers: 12.000 Scheidsrechter: Chris van der Laar |
| 3 juni 1982 19:30 |               |                   |           | Stadion: Sportpark Noord, Heerenveen Toeschouwers: 12.000 Scheidsrechter: Chris van der Laar |
|                   |               |                   |           |                                                                                              |

|                   |                                       |       |                  |                                                                           |
| 3 juni 1982 19:30 | FC VVV                                | 2 – 1 | Telstar          | Stadion: De Koel, Venlo Toeschouwers: 2.200 Scheidsrechter: Gerard Geurds |
| 3 juni 1982 19:30 | Peter Ressel 43' Ger van Rosmalen 77' |       | 54' Ton Kamphues | Stadion: De Koel, Venlo Toeschouwers: 2.200 Scheidsrechter: Gerard Geurds |
| 3 juni 1982 19:30 |                                       |       |                  | Stadion: De Koel, Venlo Toeschouwers: 2.200 Scheidsrechter: Gerard Geurds |
| 3 juni 1982 19:30 |                                       |       |                  | Stadion: De Koel, Venlo Toeschouwers: 2.200 Scheidsrechter: Gerard Geurds |
|                   |                                       |       |                  |                                                                           |

## Speelronde 5
|                   |           |                                                       |        |                                                                                  |
| 6 juni 1982 19:30 | Excelsior | 0 – 4                                                 | FC VVV | Stadion: Woudestein, Rotterdam Toeschouwers: 9.000 Scheidsrechter: Egbert Mulder |
| 6 juni 1982 19:30 |           | 8' John Taihuttu 9', 78' Hans Coort 81' Willy Bothmer |        | Stadion: Woudestein, Rotterdam Toeschouwers: 9.000 Scheidsrechter: Egbert Mulder |
| 6 juni 1982 19:30 |           |                                                       |        | Stadion: Woudestein, Rotterdam Toeschouwers: 9.000 Scheidsrechter: Egbert Mulder |
| 6 juni 1982 19:30 |           |                                                       |        | Stadion: Woudestein, Rotterdam Toeschouwers: 9.000 Scheidsrechter: Egbert Mulder |
|                   |           |                                                       |        |                                                                                  |

|                   |                   |       |         |                                                                                             |
| 6 juni 1982 19:30 | sc Heerenveen     | 1 – 0 | Telstar | Stadion: Sportpark Noord, Heerenveen Toeschouwers: 6.000 Scheidsrechter: Henk van Ettekoven |
| 6 juni 1982 19:30 | René Kamphuis 78' |       |         | Stadion: Sportpark Noord, Heerenveen Toeschouwers: 6.000 Scheidsrechter: Henk van Ettekoven |
| 6 juni 1982 19:30 |                   |       |         | Stadion: Sportpark Noord, Heerenveen Toeschouwers: 6.000 Scheidsrechter: Henk van Ettekoven |
| 6 juni 1982 19:30 |                   |       |         | Stadion: Sportpark Noord, Heerenveen Toeschouwers: 6.000 Scheidsrechter: Henk van Ettekoven |
|                   |                   |       |         |                                                                                             |

## Speelronde 6
|                   |                  |       |                          |                                                                                  |
| 9 juni 1982 19:30 | Telstar          | 1 – 1 | Excelsior                | Stadion: Schoonenberg, Velsen Toeschouwers: 2.200 Scheidsrechter: Bouke Draaisma |
| 9 juni 1982 19:30 | Ben Haverkort 9' |       | 78' (pen.) Rini Plasmans | Stadion: Schoonenberg, Velsen Toeschouwers: 2.200 Scheidsrechter: Bouke Draaisma |
| 9 juni 1982 19:30 |                  |       |                          | Stadion: Schoonenberg, Velsen Toeschouwers: 2.200 Scheidsrechter: Bouke Draaisma |
| 9 juni 1982 19:30 |                  |       |                          | Stadion: Schoonenberg, Velsen Toeschouwers: 2.200 Scheidsrechter: Bouke Draaisma |
|                   |                  |       |                          |                                                                                  |

|                   |                      |       |                        |                                                                        |
| 9 juni 1982 19:30 | FC VVV               | 1 – 2 | sc Heerenveen          | Stadion: De Koel, Venlo Toeschouwers: 9.500 Scheidsrechter: Jan Keizer |
| 9 juni 1982 19:30 | Mario Verlijsdonk 8' |       | 53', 90+2' Eddy Bosman | Stadion: De Koel, Venlo Toeschouwers: 9.500 Scheidsrechter: Jan Keizer |
| 9 juni 1982 19:30 |                      |       |                        | Stadion: De Koel, Venlo Toeschouwers: 9.500 Scheidsrechter: Jan Keizer |
| 9 juni 1982 19:30 |                      |       |                        | Stadion: De Koel, Venlo Toeschouwers: 9.500 Scheidsrechter: Jan Keizer |
|                   |                      |       |                        |                                                                        |

## Voetnoten
SC Amersfoort ·
FC Amsterdam ·
FC Den Bosch '67 ·
SC Cambuur ·
DS '79 ·
Eindhoven ·
Excelsior ·
Fortuna Sittard ·
sc Heerenveen ·
Helmond Sport ·
Heracles '74 ·
SVV ·
Telstar ·
SC Veendam ·
Vitesse ·
FC Volendam ·
FC VVV ·
FC Wageningen
Eredivisie

1960 · 1975 · 1987 · 1988
Eerste divisie

1973 · 1974 · 1975 · 1976 · 1977 · 1978 · 1979 · 1980 · 1981 · 1982 · 1983 · 1984 · 1985 · 1986 · 1987 · 1988 · 1989 · 1990 · 1991 · 1992 · 1993 · 1994 · 1995 · 1996 · 1997 · 1998 · 1999 · 2000 · 2001 · 2002 · 2003 · 2004 · 2005

Vanaf 2006 staan alle competities op 1 pagina.

2006 · 2007 · 2008 · 2009 · 2010 · 2011 · 2012 · 2013 · 2014 · 2015 · 2016 · 2017 · 2018 · 2019 · 2020 · 2021 · 2022 · 2023 · 2024